# マラカナンの悲劇
マラカナンの悲劇またはマラカナッソ（西: Maracanazo, 葡: Maracanaço）は、1950年7月16日にブラジル・リオデジャネイロのエスタジオ・ド・マラカナンで行われた1950 FIFAワールドカップの決勝リーグ第3戦（優勝が決まる試合ではあったが、この大会では決勝にノックアウト方式を採用していなかったため「決勝戦」ではない）、ブラジル対ウルグアイの試合でブラジルが優勝を逃したことを指す通称である。

## 経過

### 決勝リーグ第2戦まで
開催国として初優勝を目指すブラジルは、1次リーグを2勝1分で突破した。
決勝リーグにはブラジルの他、ウルグアイ、スウェーデン、スペインが進出した。ブラジルは同リーグでスウェーデンを7-1、スペインを6-1の大差で退けていた。これに対しウルグアイはスウェーデンには勝ったもののスペインには引き分け、1勝1分となっていた。つまり、ブラジルはウルグアイに対し引き分け以上であれば優勝が決まる状況にあった。
最終戦を残しての順位は以下の通りであった。
| 順 | チーム       | 試 | 勝 | 分 | 敗 | 得 | 失 | 差  | 点 |
| -- | ------------ | -- | -- | -- | -- | -- | -- | --- | -- |
| 1  | ブラジル     | 2  | 2  | 0  | 0  | 13 | 2  | +11 | 4  |
| 2  | ウルグアイ   | 2  | 1  | 1  | 0  | 5  | 4  | +1  | 3  |
| 3  | スペイン     | 2  | 0  | 1  | 1  | 3  | 8  | −5  | 1  |
| 4  | スウェーデン | 2  | 0  | 0  | 2  | 3  | 10 | −7  | 0  |

- 当時の勝ち点は勝利2、引分1、敗戦0

### 最終戦
| 1950年7月16日 15:00 |

| ウルグアイ                        | 2 - 1    | ブラジル      |
| スキアフィーノ 66分 · ギジャ 79分 | レポート | フリアサ 47分 |

| エスタジオ・ド・マラカナン（リオデジャネイロ） 観客数: 173,850人 主審: ジョージ・リーダー |

| ウルグアイ | ブラジル |

| GK                         | 1  | ロケ・マスポリ                     |
| RB                         | 2  | マティアス・ゴンサレス             |
| LB                         | 3  | エウセビオ・テヘラ                 |
| RH                         | 4  | シュベルト・ガンベッタ             |
| CH                         | 5  | オブドゥリオ・バレラ               |
| LH                         | 6  | ビクトル・ロドリゲス・アンドラーデ |
| OR                         | 7  | アルシデス・ギジャ                 |
| IR                         | 8  | フリオ・ペレス                     |
| CF                         | 9  | オスカル・ミゲス                   |
| IL                         | 10 | フアン・アルベルト・スキアフィーノ |
| OL                         | 11 | ルベン・モラン                     |
| 監督:                      |    |                                    |
| フアン・ロペス・フォンタナ |    |                                    |

| GK                 | 1  | モアシール・バルボーザ   |
| RB                 | 2  | アウグスト               |
| LB                 | 3  | ジュベナウ               |
| RH                 | 4  | バウエル                 |
| CH                 | 5  | ダニーロ                 |
| LH                 | 6  | ビゴデ                   |
| OR                 | 7  | フリアサ                 |
| IR                 | 8  | ジジーニョ               |
| CF                 | 9  | アデミール・デ・メネゼス |
| IL                 | 10 | ジャイール               |
| OL                 | 11 | シッコ                   |
| 監督:              |    |                          |
| フラヴィオ・コスタ |    |                          |

ブラジル対ウルグアイの会場エスタジオ・ド・マラカナンには173,850人の観客が集まった。この試合でブラジル代表は初めて白のホームユニフォームを着て挑んだ。
後半開始2分にフリアサのゴールでブラジルが先制しブラジルの優勝が決まったかと思われた。しかし、この時ウルグアイのキャプテンであるオブドゥリオ・バレラはチームに「勝つときが来た」と声を掛けたという。その後、ウルグアイは後半21分にフアン・アルベルト・スキアフィーノが同点ゴール、後半34分にアルシデス・ギジャが逆転ゴールを決め、そのまま試合は終了。この結果、ウルグアイが3大会ぶり2回目の優勝を達成した。
会場は水を打ったように静まり返り、自殺を図る者まで現れた。結局2人がその場で自殺し、2人がショック死、20人以上が失神しブラジルサッカー史上最大の事件となった。この事件を忘れるため、ブラジル代表はその後ユニフォームを黄色（カナリア色）に変更した。以後、白いユニフォームの着用を避け続けることになっていった。
当時のブラジルはまだ人種差別が激しい時代だった。敗戦による観客の怒りは出場していた3人の黒人選手に向けられた。特にGKのモアシール・バルボーザだけは死去するまで「疫病神扱い」されてしまった。
当時9歳だったペレがこの試合後落ち込んでいた父親を「悲しまないで。いつか僕がブラジルをワールドカップで優勝させてあげるから」と励ましたというエピソードが知られている。その言葉通り、ペレは8年後のFIFAワールドカップ・スウェーデン大会にて17歳ながら代表となり、6得点を挙げてブラジルのワールドカップ初優勝に大きく貢献した。
この1950年の大会以来、2回目になるブラジルでのFIFAワールドカップ開催となった2014年のブラジル大会でブラジル代表は、1950年に達成できなかった地元開催での優勝を果たして「マラカナンの悲劇」を乗り越えることを期待されていたが、ベロオリゾンテのエスタジオ・ゴベルナドール・マガリャンイス・ピント（通称：ミネイロン）で行われた準決勝でドイツ代表に前半だけで5点を奪われ、1-7という歴史的大敗を喫した。この大敗は、マラカナンの悲劇にちなんで「ミネイロンの惨劇（ミネイラッソ、ポルトガル語: Mineiraço）」と呼ばれることとなった。

## 最終結果
最終順位は以下の通り。
| 順 | チーム       | 試 | 勝 | 分 | 敗 | 得 | 失 | 差  | 点 |
| -- | ------------ | -- | -- | -- | -- | -- | -- | --- | -- |
| 1  | ウルグアイ   | 3  | 2  | 1  | 0  | 7  | 5  | +2  | 5  |
| 2  | ブラジル     | 3  | 2  | 0  | 1  | 14 | 4  | +10 | 4  |
| 3  | スウェーデン | 3  | 1  | 0  | 2  | 6  | 11 | −5  | 2  |
| 4  | スペイン     | 3  | 0  | 1  | 2  | 4  | 11 | −7  | 1  |

## 書籍
- 沢田啓明『マラカナンの悲劇 世界サッカー史上最大の敗北』新潮社、2014年。ISBN 4103356316。